# Calle del Espíritu Santo (Madrid)
La calle del Espíritu Santo, antaño calle de la Cruz del Espíritu Santo, es una vía pública de la ciudad española de Madrid, en el barrio de Universidad, perteneciente al distrito Centro. Desciende desde la Corredera Alta de San Pablo hasta la calle San Bernardo.

## Historia

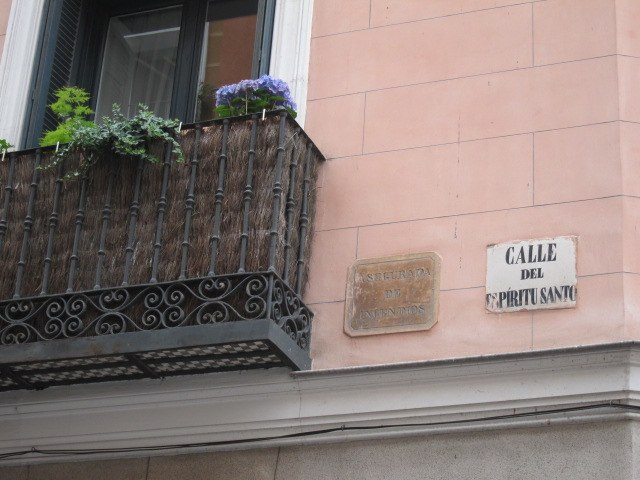
Placa de la calle

En el plano de Texeira aparece como «calle de la Cruz del Espíritu Santo». La leyenda atribuye su nombre a que en tiempos de Felipe III malvivían hacinadas en chabolas familias de moriscos a las que se atribuía vida 'dudosa'. Y asegura el legendario y fabuloso relato que un día, tercero de Pascua, habría caído sobre las viviendas un rayo, sin llover ni haber tormenta, que redujo a cenizas las viviendas y sus habitantes. En memoria de aquel suceso se hizo colocar una cruz de piedra con una paloma en su centro, representando al Espíritu Santo, que, al parecer, se conservó hasta 1820. Quizá convenga explicar que no se trataba de un monumento de piedad, sino de celebración de la suprema justicia celestial. De dicha cruz de piedra tomaría su nombre la calle, monumento que, según Antonio de Capmany, habría existido hasta 1820.
En 1999 se encontró muerto, en el portal del número 23 de esta calle, a Enrique Urquijo, cantante y líder del grupo de "la movida madrileña" Los Secretos.